# Colmen
Colmen település Franciaországban, Moselle megyében. Lakosainak száma 207 fő (2022. január 1.). Colmen Bibiche, Filstroff, Flastroff, Neunkirchen-lès-Bouzonville és Schwerdorff községekkel határos.

## Népesség
A település népességének változása:
| Lakosok száma | 220  | 188  | 196  | 223  | 208  | 203  | 197  | 200  | 202  | 207  |
|               | 1968 | 1982 | 1990 | 2006 | 2013 | 2015 | 2017 | 2019 | 2020 | 2022 |